# Jan Boogaard
Jan Boogaard (Amsterdam, 1918 – Weesperkarspel, 1 maart 1947) was een Nederlandse SS'er die aan het oostfront heeft gevochten, maar vanwege ziekte werd teruggestuurd naar Nederland. In 1943 werd hij gevangenisbewaker in het Huis van Bewaring aan de Weteringschans in Amsterdam.
Boogaard heeft de overval op het Huis van Bewaring in Amsterdam door o.a. Johannes Post en Hilbert van Dijk verraden. Daarna werd hij door de SD in Utrecht ondergebracht, om hem te beschermen tegen de wraak van het Nederlandse verzet.
Na de Tweede Wereldoorlog werd Jan Boogaard in de Weteringschans gevangengezet en in juli 1946 ter dood veroordeeld. Op 1 maart 1947 werd het vonnis voltrokken.